# Paul Johannes Beger

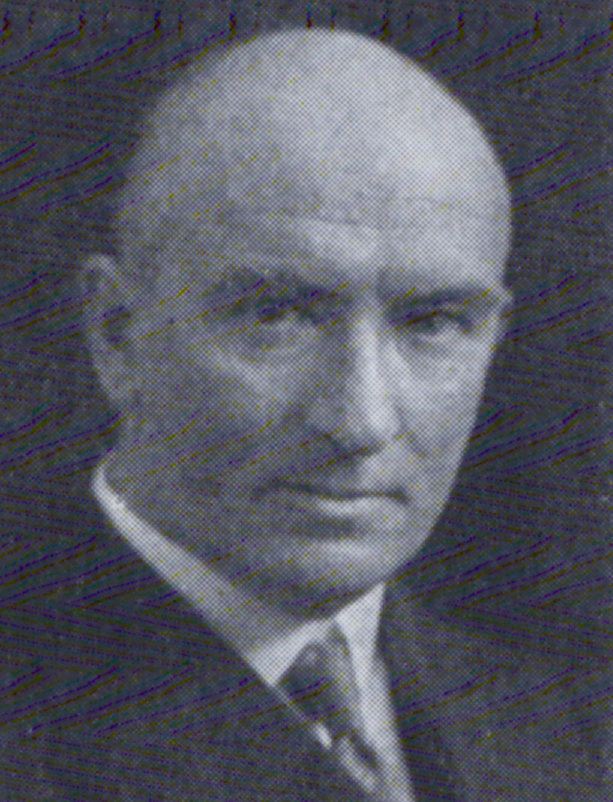
Paul Johannes Beger, um 1931

Paul Johannes Beger (* 11. Dezember 1886 in Elstra; † 5. März 1970 in Hannover) war ein deutscher Mineraloge und Hochschullehrer an der TH Hannover.

## Leben
Beger studierte an der Universität Leipzig und promovierte dort 1919. 1920 folgte die Habilitation für Mineralogie und Petrographie an der Universität Tübingen bei Paul Niggli und Balthasar Gossner mit der Schrift „Der Chemismus der Lamprophyre“. Dort wurde er 1924 außerordentlicher und 1925 ordentlicher Professor. 1927 wurde er an die TH Hannover berufen, wo er bis 1955 lehrte. Im November 1933 unterzeichnete er das Bekenntnis der deutschen Professoren zu Adolf Hitler.

## Schriften
- Geologischer Führer durch die Lausitz, Berlin 1914
- Beiträge zur Kenntnis der Kalkalkalireihe der Lamprophyre im Gebiete des Lausitzer Granitlakkolithen, Leipzig 1916
- Der Chemismus der Lamprophyre, Berlin 1923
- mit Paul Niggli: Gesteins- und Mineralprovinzen, Bd. 1, Borntraeger, Berlin 1923